# Religia w Mołdawii
Religia w Mołdawii – jest reprezentowana głównie przez prawosławie (61,7%). Największe mniejszości religijne stanowią muzułmanie (5%), protestanci (4,4%) i katolicy (2%). 21,6% społeczeństwa jest bezwyznaniowa.
Konstytucja Republiki Mołdawii gwarantuje wolność wyznania, a rząd krajowy generalnie przestrzega tego prawa w praktyce, jednak ustawa zawiera ograniczenia, które czasami stanowią utrudnienia dla działalności niektórych grup religijnych.

## Statystyki

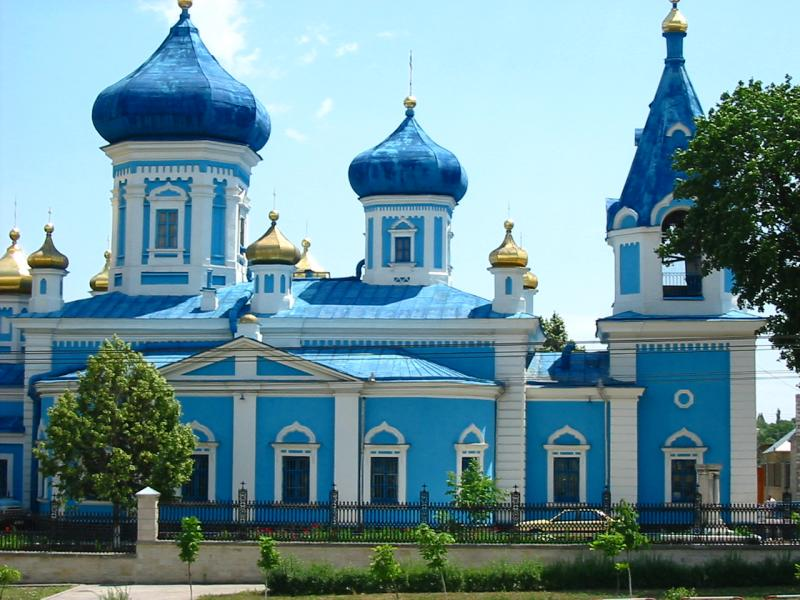
Cerkiew prawosławna św. Teodora Tyrona w Kiszyniowie (Ciuflea)

| Religie/kościoły              | Liczba wiernych | Procent ludności | Źródło                             |
| ----------------------------- | --------------- | ---------------- | ---------------------------------- |
| Mołdawski Kościół Prawosławny | 976 000         | 27,3%            | Operation World, 2010              |
| Rosyjski Kościół Prawosławny  | 640 000         | 17,9%            | Operation World, 2010              |
| Metropolia Besarabii          | 513 000         | 14,3%            | Operation World, 2010              |
| Islam                         | 176 991         | 4,95%            | Operation World, 2010              |
| Kościół rzymskokatolicki      | 73 000          | 2,04%            | Operation World, 2010              |
| Bułgarski Kościół Prawosławny | 58 000          | 1,62%            | Operation World, 2010              |
| Unia Baptystyczna             | 57 000          | 1,59%            | Operation World, 2010              |
| Adwentyści Dnia Siódmego      | 32 500          | 0,91%            | Operation World, 2010              |
| Kościoły zielonoświątkowe     | 32 000          | 0,89%            | Operation World, 2010              |
| Świadkowie Jehowy             | 18 301          | 0,58%            | Sprawozdanie Świadków Jehowy, 2022 |
| Kościół Starowierczy          | 14 000          | 0,39%            | Operation World, 2010              |
| Kościoły charyzmatyczne       | 8 000           | 0,22%            | Operation World, 2010              |
| Judaizm                       | 4 648           | 0,13%            | Operation World, 2010              |